# Índice de Precio Selectivo de Acciones

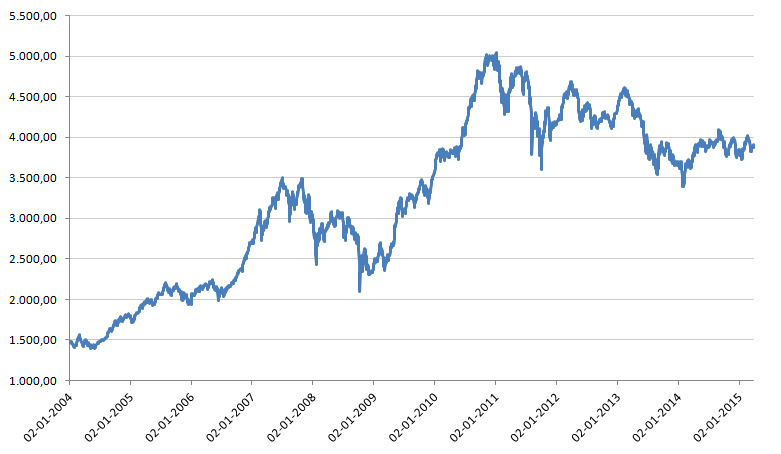
Evolución IPSA desde enero de 2004 a marzo de 2015

El IPSA (Índice de Precio Selectivo de Acciones) es el principal índice bursátil de Chile, elaborado por la Bolsa de Comercio de Santiago. Corresponde a un indicador de rentabilidad de las 30 acciones con mayor presencia bursátil, siendo dicha lista revisada anualmente. En su cálculo el índice considera todas las variaciones de capital de cada acción incluida en el índice, ponderada por el peso relativo de cada una de ellas, siendo dicho peso calculado a partir de una fórmula que considera, tanto la capitalización bursátil, como el número de transacciones y el free float.
El IPSA es calculado desde el año 1977, estando en un primer momento (hasta 1980) separado en dos índices, uno de acciones con alta presencia (mayor a 75%) y aquellas de baja presencia (entre 30% y 75%).
Hasta el año 2002 el IPSA se calculaba utilizando como base (100) el nivel del índice a principios de cada año, siendo modificadas las empresas que lo componían de manera trimestral. A partir del año 2003,las acciones componentes del IPSA son establecidas el 31 de diciembre de cada año y se utiliza como base (1000) dicho día.
El índice ofrece bastante seguridad a los inversionistas, especialmente en las empresas de servicios públicos básicos como el agua, electricidad y comunicaciones; muchas de estas empresas se encuentran con mayor ponderación en el índice. El índice fue el más rápido en recuperarse en América Latina luego de la crisis mundial del 2008.

## Composición
A marzo de 2023, las empresas que componen el IPSA son:
| N.º | Nemotécnico  | Empresa                            |
| --- | ------------ | ---------------------------------- |
| 1   | AGUAS-A      | Aguas Andinas                      |
| 2   | ANDINA-B     | Coca-Cola Andina                   |
| 3   | BCI          | Banco de Crédito e Inversiones     |
| 4   | BSANTANDER   | Banco Santander Chile              |
| 5   | CAP          | CAP                                |
| 6   | CCU          | Compañía de Cervecerías Unidas     |
| 7   | CENCOSHOPP   | Cencosud Shopping S.A.             |
| 8   | CENCOSUD     | Cencosud S.A.                      |
| 9   | CHILE        | Banco de Chile                     |
| 10  | CMPC         | Empresas CMPC                      |
| 11  | COLBUN       | Colbún                             |
| 12  | CONCHATORO   | Viña Concha y Toro                 |
| 13  | COPEC        | Copec                              |
| 14  | ECL          | Engie                              |
| 15  | ENELAM       | Enel Américas                      |
| 16  | ENELCHILE    | Enel Chile                         |
| 17  | ENTEL        | Entel Chile                        |
| 18  | FALABELLA    | S.A.C.I. Falabella                 |
| 19  | IAM          | Inversiones Aguas Metropolitanas   |
| 20  | ITAUCL       | Banco Itaú Chile                   |
| 21  | LTM          | Latam Airlines Group S.A.          |
| 22  | MALLPLAZA    | Mallplaza                          |
| 23  | ORO%20BLANCO | Sociedad de Inversiones Oro Blanco |
| 24  | PARAUCO      | Parque Arauco                      |
| 25  | QUINENCO     | Quiñenco S.A                       |
| 26  | RIPLEY       | Ripley                             |
| 27  | SMU          | SMU S.A.                           |
| 28  | SONDA        | Sonda                              |
| 29  | SQM-B        | Sociedad Química y Minera de Chile |
| 30  | VAPORES      | Compañía Sudamericana de Vapores   |